# Wartość netto
Wartość netto – oznacza wartość danej rzeczy po odliczeniu pewnych kwot, odpisów, obciążeń. Jest to termin używany np. w kontekście towarów (usług), wynagrodzenia, aktywów.
Przykładowe użycia terminu wartość netto:
- wartość netto wynagrodzenia – jest to kwota wynagrodzenia po odliczeniu składki na ubezpieczenie społeczne (w Polsce ZUS), podatek dochodowy od osób fizycznych, składki na ubezpieczenie zdrowotne (potocznie jest to kwota wynagrodzenia, które pracownik otrzymuje "na rękę")[1];
- wartość netto majątku trwałego (np. środków trwałych, wartości niematerialnych i prawnych) – jest to wartość majątku, która jest wykazywana w księgach rachunkowych danej jednostki gospodarczej (stanowi ona różnicę pomiędzy wartością początkową środków trwałych a dokonanymi odpisami amortyzacyjnymi)[2];
- wartość netto aktywów (aktywa netto) – jest to wartość aktywów pomniejszona o zobowiązania danej jednostki gospodarczej (wartość aktywów netto odpowiada wartości kapitału własnego)[3];
- wartość netto danego towaru / usługi – wartość towaru / usługi po potrąceniu zobowiązań publicznoprawnych (np. podatku VAT, cła, akcyzy);
- wartość sprzedaży netto składnika aktywów - możliwa do uzyskania na dzień bilansowy cena sprzedaży składnika aktywów, bez podatku od towarów i usług i podatku akcyzowego, pomniejszona o rabaty, opusty i inne podobne zmniejszenia oraz koszty związane z przystosowaniem składnika aktywów do sprzedaży i dokonaniem tej sprzedaży, a powiększona o należną dotację przedmiotową[4].